# Muzz
Muzz ist eine US-amerikanische Indie-Rock-Band, die von dem Interpol-Frontmann Paul Banks, Matt Barrick und Josh Kaufman gegründet wurde. Das erste, bei Matador Records produzierte Studioalbum Muzz wurde am 5. Juni 2020 veröffentlicht.

## Bandgeschichte
Muzz ist nach Julian Plenti, DJ Fancypants und der Zusammenarbeit mit RZA (Banks & Steelz) das vierte Soloprojekt des Interpol-Frontmanns Paul Banks. Neben Banks gehören zu der Indie-Supergroup noch der The Walkmen und Jonathan Fire*Eater-Drummer Matt Barrick sowie Josh Kaufman, der bereits als Produzent von The National und The War on Drugs sowie als Musiker bei der Indie-Folk-Band Bonny Light Horsemen und bei etlichen Songs von Taylor Swift musikalisch in Erscheinung getreten ist.

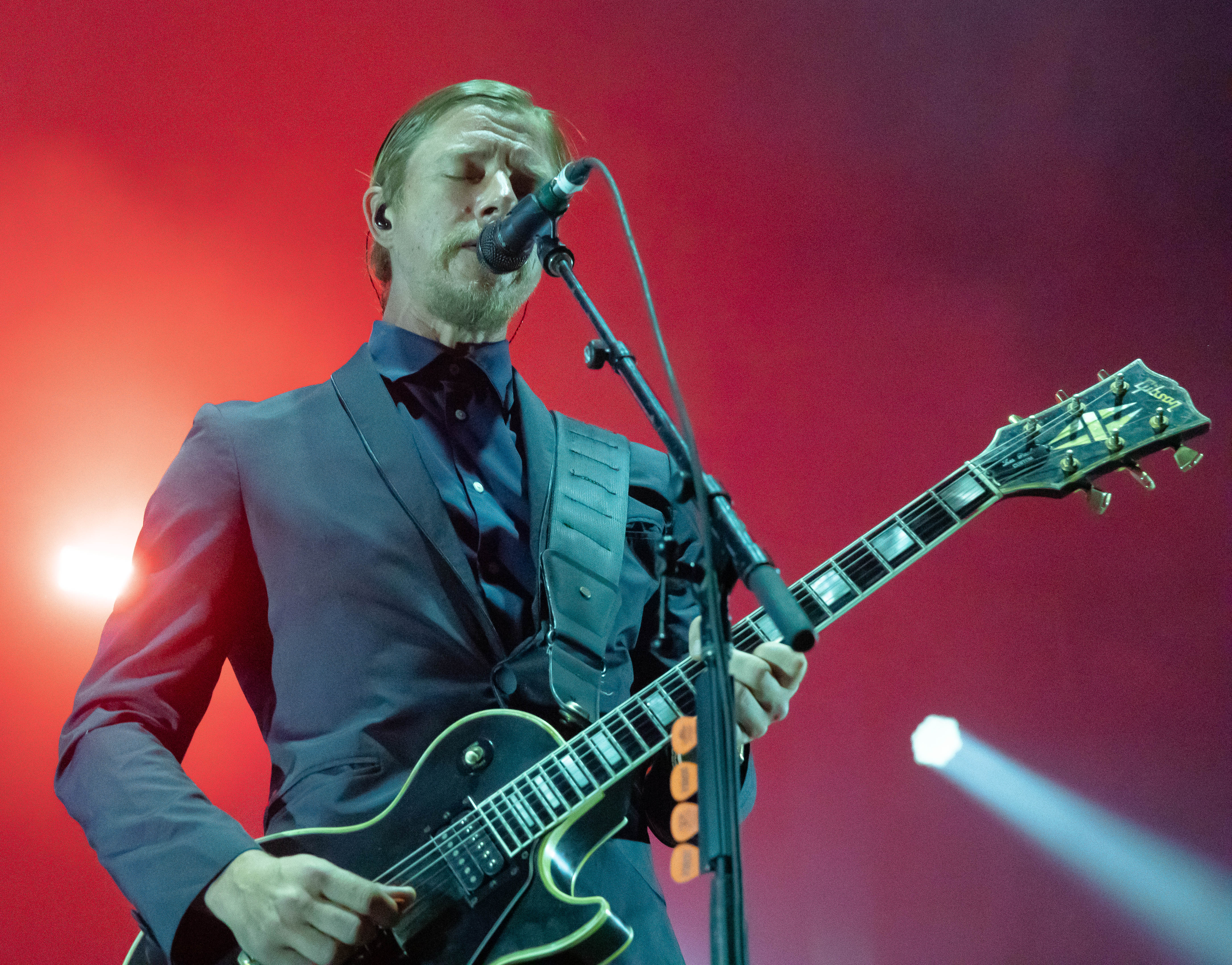
Paul Banks

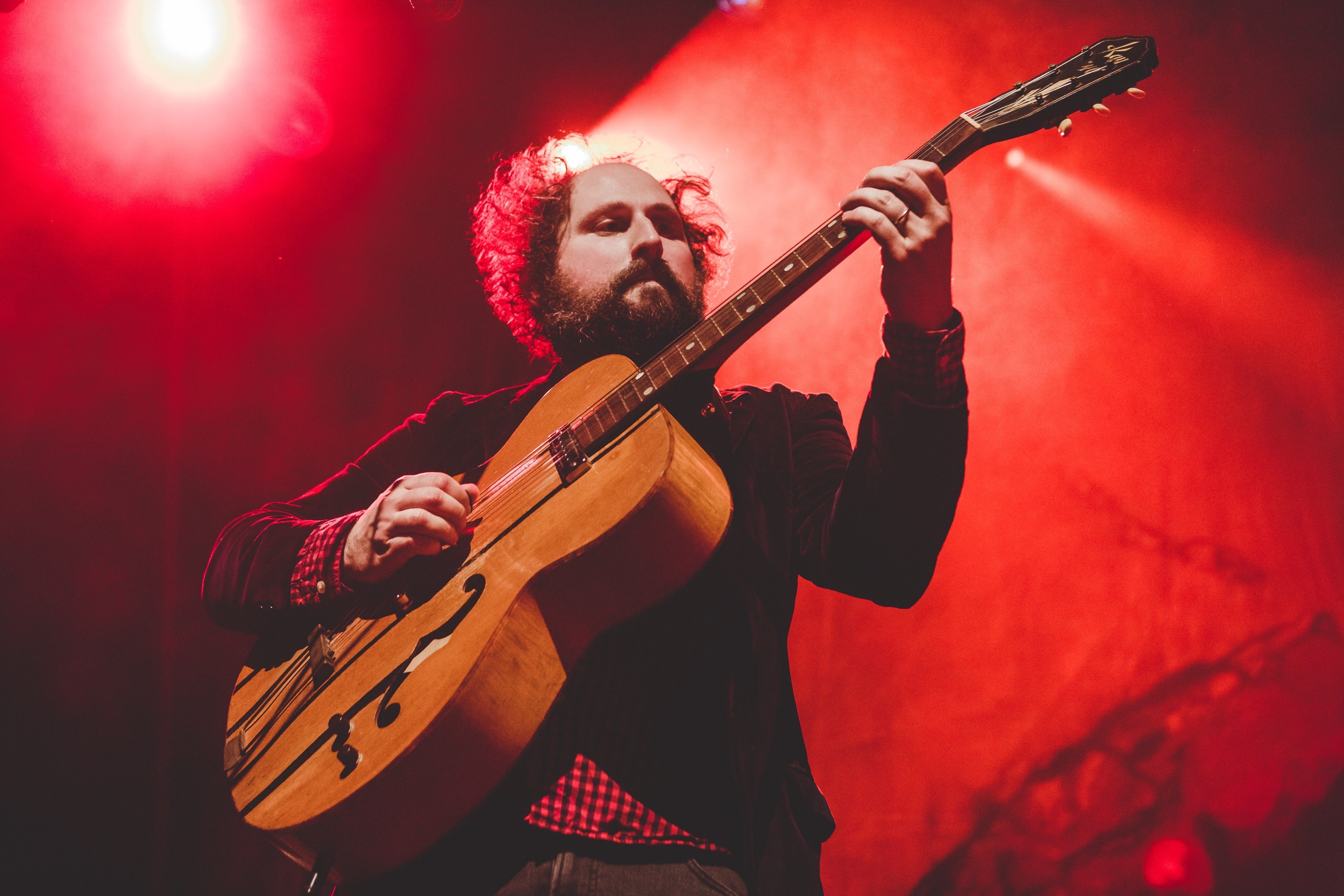
Josh Kaufman

Banks und Kaufman spielten bereits in den frühen 1990er Jahren auf Schulfeiern der American School of Madrid gemeinsam Gitarre. Später unterstützte Kaufman Paul Banks bei seinem Soloprojekt Julian Plenti. Während des Studiums in New York lernten beide unabhängig voneinander Matt Barrick kennen, der später mit Paul Banks auf dem Banks & Steelz- Album zusammenarbeitete. 2015 beschlossen die drei etablierten Musiker ein gemeinsames Projekt zu starten, dass jedoch aufgrund der zahlreichen beruflichen Verpflichtungen zunächst nur zögerliche Fortschritte machte.
Der Bandname Muzz lehnt sich an einen von Josh Kaufman benutzten Begriff für eine analoge Soundcharakteristik an, die den Signature-Sound der Band repräsentiert.
Im Frühjahr 2020 kündigte die Band die Veröffentlichung ihres ersten Studioalbums Muzz an. Das geplante Albumrelease wurde durch die Einschränkungen durch die COVID-19-Pandemie erheblich beeinträchtigt. Die Band entschloss sich daraufhin in schneller Folge 2020 mehrere Singles – oft gemeinsam mit Videos – zu veröffentlichen. Während sich Paul Banks im März 2020 auf einer Schottland-Reise befand, wurde von der Trump-Administration ein Einreisestopp für Reisende aus Europa zur Eindämmung der Pandemie verhängt, so dass er mehrere Wochen bei Freunden in Schottland blieb und in der Folge einige Videosequenzen in Edinburgh produzierte, während die restlichen Bandmitglieder in den Vereinigten Staaten ihren Part einspielten.
Die Texte und die Musik für die Songs erarbeiten die drei Musiker gemeinsam. Das erste Studioalbum der Band wurde von D. James Goodwin, der auch schon mit Natasha Bedingfield, The Bravery und Leona Lewis gearbeitet hat, in Woodstock produziert. Das Album erreichte bei der Veröffentlichung den 19. Platz der UK Independent Albums Chart sowie Platz 53 der Aktuellen Album-Verkäufe in den Vereinigten Staaten. Ein Teil der Erlöse aus den Albumverkäufe spendet die Band an Wohltätigkeitsorganisationen wie Black Lives Matter, Know Your Rights Camp, Campaign Zero und NAACP.
Ende 2020 veröffentlichte die Band die EP Covers mit vier Coverversionen von Songs von Tracy Chapman, Arthur Russel, Bob Dylan und Mazzy Star.
Bedingt durch die Einschränkungen durch die COVID-19-Pandemie entschloss sich die Band, das für den 4. Dezember 2020 annoncierte Konzert als virtuelles Event zu veranstalten. Dazu wurden Eintrittskarten verkauft, die dazu berechtigten, an dem Konzert teilzunehmen. Anschließend wurde den virtuellen Konzertbesuchern die Möglichkeit gegeben, an einer Fragestunde mit der Band teilzunehmen. Das Konzert fand im Old Kingston Theatre in Kingston statt. Die Band wurde bei dem Liveauftritt von Annie Nero, der Ehefrau von Josh Kaufman (Bass, Gesang) und Stuart Bogie (Saxophon, Flöte, Mundharmonika, Klarinette und Keyboard) verstärkt.

## Stil und Rezeption
Der Sound der Band orientiert sich unter anderem an der Folksong-Musik von Leonard Cohen, Bob Dylan oder Neil Young. Paul Banks gibt an, sich beim Songschreiben thematisch von klassischen amerikanischen Mythen und Klischees wie Mobilität und Freiheit sowie von Filmklassikern, wie Easy Rider oder Fear And Loathing In Las Vegas inspiriert zu haben. Wenn dem Album ein übergreifendes Thema zugrunde liegt, sind es nach Banks die "meditations on mental health and the quest for happiness"  (Meditationen über die psychische Gesundheit und dem Streben nach Glück).
Die nostalgisch-melancholische, zum Teil psychedelische Musik wird durch die ruhige, klare und eindringliche Bariton-Stimme Paul Banks entscheidend geprägt. Die Musikkritik würdigt unter anderem den ergreifenden Gesangspart in Broken Tambourine und vergleicht ihn in seiner Eindringlichkeit mit der frühen Interpol-Ballade NYC, die 2002 auf dem Album Turn On the Bright Lights veröffentlicht wurde.

„Sind Interpol die Band für den düsteren Keller, lädt man sich Muzz gerne ins Wohnzimmer ein.“

Das Album Muzz wird zusammengefasst als eine moderne Interpretation des Americana angesehen.

“The result: an album that feels spacious and cinematic, genuinely human and loaded with emotion. It’s one of the classiest and most refined listening experiences you’ll have all year.”

## Videoveröffentlichungen
Das Video für die die erste Single Broken Tambourine und wurde Anfang 2020 in Woodstock aufgenommen und im März 2020 veröffentlicht. Am 17. April wurde kurz darauf das im American Treasure Tour Museum in Oaks (Pennsylvania) gedrehte surreale Video für den Song Red Western Sky vorgestellt.
Nachdem im März 2020 das Audio zu Bad Feeling veröffentlicht wurde, produzierten die drei Musiker im Mai eine Live-Akustikversion des Songs unter Lockdownbedingungen in ihren Wohnungen. Das ebenfalls im Mai produzierte Video zu Trinidad wurde an drei unterschiedlichen Orten aufgenommen und anschließend zusammengestellt. Paul Banks Part wurde in Edinburgh auf einer großen Wiese der Scottish National Gallery of Modern Art, vor der ausgeschalteten Nathan Coley-Leuchtschrift There will be no miracles here aufgezeichnet.
Im Juni 2020 veröffentlichte die Band das Video zum Song Knuckleduster, das im Keller des American Treasure Tour Museum in der Nähe von Philadelphia gedreht wurde, in dem bereits  das Video zu Red Western Sky produziert wurde. Im gleichen Monat spielte die Band für die Ballade Everything Like It Used To Be eine Akustikversion ein, in dem die deutsche Textildesignerin Juliet Seger die Backgroundstimme eingesungen hat.
Im August 2020 veröffentlichte Muzz den Clip zu Summer Love. Die psychedelischen und surrealen Bildcollagen des Künstlers Andrew McGranahan erzählen Paul Banks zufolge Geschichten über Einsamkeit und Romantik und wurden durch die Arbeiten von François Truffaut und Federico Fellini inspiriert.

## Diskografie

### Alben
- Muzz (2020, Matador)

### EP
- Covers (2020): Die EP enthält als Hommage an den New Yorker Musiker Arthur Russel eine Coverversion von Nobody Wants a Lonely Heart. Darüber hinaus finden sich Muzz-Interpretationen von Tracy Chapmans Ballade For You, Bob Dylans 1963 erschienenen Folksongs Girl From the North Country und Mazzy Stars Fade Into You auf der Covers-EP, die am 9. Dezember 2020 veröffentlicht wurde.[13][11]

### Singles
- Bad Feeling (2020)
- Broken Tambourine (2020)
- Red Western Sky (2020)
- Knuckleduster (2020)

## Belege
1. 1 2  Claire Shaffer: Paul Banks' New Band Muzz Play a Museum Gig in 'Knuckleduster' Clip. In: Rolling Stone. 28. Mai 2020, abgerufen am 24. Januar 2021 (amerikanisches Englisch).
2. ↑  New indie supergroup Muzz drop new single 'Red Western Sky' and tell us about their "classic" debut album | NME. In: NME | Music, Film, TV, Gaming & Pop Culture News. 15. April 2020, abgerufen am 24. Januar 2021 (britisches Englisch).
3. ↑  Muzz: Die neue Band von Interpol-Sänger Paul Banks kündigt Debütalbum an. 15. April 2020, abgerufen am 24. Januar 2021 (deutsch).
4. ↑  Muzz – laut.de – Band. Abgerufen am 24. Januar 2021.
5. ↑  „Red Western Sky“: Die neue Band von Interpol-Sänger Paul Banks Muzz veröffentlicht neue Single / Videoclip. Abgerufen am 30. Januar 2021.
6. 1 2 3  Muzz und die verblassenden Mythen Amerikas. 8. Juni 2020, abgerufen am 24. Januar 2021.
7. 1 2  Plattentests online-Team: Muzz – Muzz – Plattentests.de-Rezension. Abgerufen am 27. Januar 2021.
8. ↑  Muzz. In: billboard.com. Abgerufen am 27. Januar 2021.
9. ↑  Official Independent Albums Chart Top 50 | Official Charts Company. Abgerufen am 27. Januar 2021 (englisch).
10. ↑  Even More Artists and Labels Offering Donations, Special Merch, and More Today. 5. Juni 2020, abgerufen am 30. Januar 2021.
11. 1 2  Hear Muzz's renditions of Bob Dylan and Mazzy Star on new 'Covers' EP. In: NME | Music, Film, TV, Gaming & Pop Culture News. 9. Dezember 2020, abgerufen am 27. Januar 2021 (britisches Englisch).
12. ↑  Paul Banks' Muzz project announce first ever live performance. In: NME | Music, Film, TV, Gaming & Pop Culture News. 16. November 2020, abgerufen am 27. Januar 2021 (britisches Englisch).
13. 1 2  Claire Shaffer: Muzz Covers Arthur Russell's 'Nobody Wants a Lonely Heart' for New EP. In: Rolling Stone. 1. Dezember 2020, abgerufen am 24. Januar 2021 (amerikanisches Englisch).
14. ↑  Muzz "Muzz". In: sonic-seducer.de. Abgerufen am 30. Januar 2021.
15. ↑  Muzz: Muzz. In: pitchfork.com. Abgerufen am 27. Januar 2021 (englisch).
16. ↑  Muzz: Muzz. In: musikexpress.de. Abgerufen am 24. Januar 2021 (deutsch).
17. ↑  Muzz – ‘Muzz’ album review. In: NME | Music, Film, TV, Gaming & Pop Culture News. 5. Juni 2020, abgerufen am 27. Januar 2021 (britisches Englisch).
18. ↑  Pedigree indie trio Muzz prove why they’re masters of their craft on a spacious and cinematic debut. Abgerufen am 28. Januar 2021 (englisch).
19. ↑  MUZZ release debut single ‘Broken Tambourine'. In: TotalNtertainment. 24. März 2020, abgerufen am 24. Januar 2021 (britisches Englisch).
20. ↑  Paul Banks of Interpol's new supergroup Muzz share new single 'Broken Tambourine' | NME. In: NME | Music, Film, TV, Gaming & Pop Culture News. 24. März 2020, abgerufen am 27. Januar 2021 (britisches Englisch).
21. ↑  Muzz: Neues Video und Albumdebüt – laut.de – News. Abgerufen am 24. Januar 2021.
22. ↑  New indie supergroup Muzz drop new single 'Red Western Sky' and tell us about their "classic" debut album | NME. In: NME | Music, Film, TV, Gaming & Pop Culture News. 15. April 2020, abgerufen am 24. Januar 2021 (britisches Englisch).
23. ↑  Paul Banks of Interpol’s new supergroup Muzz share first performance of 'Bad Feeling'. In: NME | Music, Film, TV, Gaming & Pop Culture News. 13. Mai 2020, abgerufen am 27. Januar 2021 (britisches Englisch).
24. ↑  Indie supergroup Muzz share lockdown performance of new track 'Trinidad'. In: NME | Music, Film, TV, Gaming & Pop Culture News. 22. Mai 2020, abgerufen am 27. Januar 2021 (britisches Englisch).
25. ↑  neolyd: Muzz – Muzz × NEØLYD ― Magazin für Popkultur. Abgerufen am 24. Januar 2021 (deutsch).
26. ↑  There will be no Miracles Here. Abgerufen am 30. Januar 2021 (englisch).
27. ↑  Listen to indie supergroup Muzz's striking new single 'Knuckleduster'. In: NME | Music, Film, TV, Gaming & Pop Culture News. 28. Mai 2020, abgerufen am 27. Januar 2021 (britisches Englisch).
28. ↑  Watch the wistful video for Muzz's 'Summer Love'. In: NME | Music, Film, TV, Gaming & Pop Culture News. 29. Juli 2020, abgerufen am 27. Januar 2021 (britisches Englisch).
29. ↑  Jon Blistein: Muzz Bring Their Home Movies to a Drive-Through in 'Summer Love' Video. In: Rolling Stone. 29. Juli 2020, abgerufen am 24. Januar 2021 (amerikanisches Englisch).